# خليفة حسن قاسم
خليفة حسن قاسم (1940 - 5 نوفمبر 2005) شاعر وصحفي وضابط بحري بحريني. ولد في مدينة الحِد. مجاز بشهادة الكفاءة في المِلاحة من أستراليا. عمل مدرّسًا وصحفيًّا وضابطًا بحريًا. شارك في تأسيس مجلة النهضة الكويتية وأسس مجلة البيرق العسكرية. وأنشأ دارًا للنشر باسم دار الميسرة للصحافة والطباعة والنشر. له دواوين شعرية وعدد من المؤلفات المخطوطة في مجالات مختلفة.

## سيرته
ولد خليفة بن حسن بن جاسم/ قاسم الربيعة 1940 في مدينة الحِد. تخرج في قسم المعلمين بثانوية البحرين سنة 1957. ثم درس الاقتصاد والعلوم السياسية في جامعة مومباي، والعلوم البحرية في جامعة ساوثهامبتون، وأجيز بشهادة الكفاءة في الملاحة من أستراليا.

رجع إلى وطنه فعمل مدرسًا وصحافيًا وضابطًا بحريًا. شارك في تأسيس مجلة النهضة الكويتية وأسس مجلة البيرق العسكرية، ومجلة المسيرة، وأنشأ دارًا لنشر هي دار المسيرة للصحافة والطباعة والنشر. وفي الصحافة أيضًا، شارك في تحرير صحيفة أخبار الخليج منذ صدورها من خلال عموده طاش ما طاش، إذا اصابك الراش فاعلم بانك خاش باش. 

عيّن أمينا لرابطة الطلاب العرب في الهند، كما كان بين عامي 1979 و1990 عضوًا مراقبًا في الاتحاد العام للصحافيين العرب. عمل مراقبا للسياحة بوزارة الاعلام عدة سنوات.

توفي خليفة حسن قاسم في يوم 4 شوال 1426 / 5 نوفمبر 2005 اثر مرض ألم به طوال السنتين الماضيتين من حياته. 

## مؤلفاته
من دواوينه الشعرية:
- أخي الجندي العربي، 1967
- حادي بادي من مقامات الحد أبادي، 1988

من مؤلفاته مخطوطة:
- نهج الأوائل والاواخر
- الموجز في تاريخ البحرين السياسي